# Pertús
|  | Aquest article tracta sobre la ciutat occitana de Pertús. Vegeu-ne altres significats a «el Pertús». |

Pertús (en occità Pertús, en francès Pertuis) és un municipi francès situat al departament de Valclusa i a la regió de Provença – Alps – Costa Blava. L'any 2006 tenia 18.906 habitants.

## Demografia
| Evolució de la població |       |       |       |       |       |       |       |       |
| 1793                    | 1800  | 1806  | 1821  | 1831  | 1836  | 1841  | 1846  | 1851  |
| 3.700                   | 4.000 | 4.440 | 4.616 | 4.520 | 4.470 | 4.380 | 4.487 | 4.766 |

| 1856  | 1861  | 1866  | 1872  | 1876  | 1881  | 1886  | 1891  | 1896  |
| ----- | ----- | ----- | ----- | ----- | ----- | ----- | ----- | ----- |
| 4.959 | 4.859 | 4.839 | 5.494 | 5.649 | 5.612 | 5.484 | 4.927 | 4.910 |

| 1901  | 1906  | 1911  | 1921  | 1926  | 1931  | 1936  | 1946  | 1954  |
| ----- | ----- | ----- | ----- | ----- | ----- | ----- | ----- | ----- |
| 4.838 | 4.956 | 4.973 | 4.772 | 5.030 | 5.401 | 5.229 | 5.556 | 5.621 |

| 1962  | 1968  | 1975   | 1982   | 1990   | 1999   | 2006 | 2011 | 2016 |
| ----- | ----- | ------ | ------ | ------ | ------ | ---- | ---- | ---- |
| 6.774 | 8.355 | 10.117 | 12.430 | 15.791 | 17.833 | -    | -    | -    |

| 2019 | - | - | - | - | - | - | - | - |
| ---- | - | - | - | - | - | - | - | - |
| -    | - | - | - | - | - | - | - | - |

## Administració
| Període   | Identitat       | Partit |
| --------- | --------------- | ------ |
| 1938-1945 | Charles Lussy   | SFIO   |
| 1944-1945 | Alphonse Cousin |        |
| 1945-1947 | Henri Crevat    | PCF    |
| 1947-1953 | Charles Lussy   | SFIO   |
| 1953-1963 | Pierre Augier   | PS     |
| 1963-1983 | Jean Guigues    | PS     |
| 1983-1989 | Pierre Fructus  | UDF    |
| 1989-2008 | André Borel     | PS     |
| 2008-     | Roger Pellenc   | UMP    |

## Agermanaments
- Utiel
- Este (Itàlia)
- Heborn
- Alton (Hampshire)